# Linus Trettin
Linus Trettin (* 16. Mai 2005) ist ein deutscher Basketballspieler.

## Werdegang
Trettin spielte in der Jugend von TuS Iserlohn 1846 sowie im Nachwuchsleistungsbereich für Phoenix Hagen. Im Herbst 2021 gab er seinen Einstand bei den Iserlohn Kangaroos in der 2. Bundesliga ProB.
Im Sommer 2023 wechselte Trettin zum Zweitligaaufsteiger SC Rasta Vechta II und spielte Ende September 2023 erstmals in der 2. Bundesliga ProA. Er kam ebenfalls in der Jugend zum Einsatz und gewann im Mai 2024 in der Altersklasse U19 mit der Spielgemeinschaft Quakenbrück/Vechta die deutsche Meisterschaft. Ende September 2024 bestritt Trettin sein erstes Spiel in der Basketball-Bundesliga.

### Nationalmannschaft
Trettin nahm 2023 an der U18-Europameisterschaft teil und gewann mit der deutschen Auswahl die Bronzemedaille. Im Sommer 2025 nahm er mit der deutschen Auswahl an der U20-Europameisterschaft teil.